# 美郷町立仙南小学校
美郷町立仙南小学校（みさとちょうりつ せんなんしょうがっこう）は、秋田県仙北郡美郷町（旧・仙南村）にある公立小学校。

## 概要
- 仙南東小学校、仙南西小学校、金沢小学校の3校を統合して2013年4月に設立された[2]。

## 沿革
- 2013年（平成25年）
  - 4月1日 - 開校[2]。校舎は、2012年に美郷中学校に統合されて閉校した仙南中学校の校舎を使用[2]。
  - 5月12日 - 開校記念式典挙行し、校旗樹立[2]。

## 校歌
- 作詞（原作）：工藤和久
- 補作：仙南小学校校歌制定委員会
- 作曲：坂本智

## 通学区域
出典
- 飯詰
- 金沢
- 金沢西根
- 上深井
- 鏡田
- 佐野
- 天神堂
- 野荒町
- 南町

## 進学先中学校
- 美郷町立美郷中学校

## 周辺
- 美郷町公民館
  - 南ふれあい館
- 美郷町役場仙南出張所
- 美郷町南体育館
- 美郷町総合体育館リリオス
- プールパークみさと
- 秋田県警大仙警察署美郷南警察官駐在所
- 仙南郵便局
- 美郷町立仙南すこやか園（認定こども園） - 進学前こども園のひとつ

## アクセス
- 美郷町予約制乗合タクシー「雁の里号」（仙南地区）で、「美郷町公民館」停留所下車後、徒歩。
  - なお、予約制乗合タクシー「雁の里号」利用時は、事前の利用登録と事前予約が必要[4]。詳細は、下記脚注にある美郷町ホームページを参照。
- JR東日本奥羽本線後三年駅から、
  - 徒歩で約2.8km・約42分（最短ルート移動した場合）。
  - 車で約3km・約7分。
  - 上述の予約制乗合タクシー「雁の里号」に乗車し、「美郷町公民館」停留所下車後、徒歩。
    - なお、学校周辺には、一般路線バスは運行されていない。
- 秋田自動車道より車で、
  - ETC装着車は横手北SICから、約8.5km・約17分。
  - ETC非装着車は横手ICから、約12.1km・約25分。